# Прунетто
Прунетто (італ. Prunetto, п'єм. Prunèj) — муніципалітет в Італії, у регіоні П'ємонт,  провінція Кунео.
Прунетто розташоване на відстані близько 460 км на північний захід від Рима, 75 км на південний схід від Турина, 50 км на схід від Кунео.
Населення — 464 особи (2014).

## Демографія
Населення за роками:

Станом на 1 січня 2023 року в муніципалітеті офіційно проживало 37 іноземців з 9 країн, серед них 16 громадян країн Євросоюзу та 2 громадяни України.

## Сусідні муніципалітети
- Кастеллетто-Уццоне
- Горценьйо
- Готтазекка
- Левіче
- Момбаркаро
- Монезільйо